# Polypogon schimperianus
Polypogon schimperianus là một loài thực vật có hoa trong họ Hòa thảo. Loài này được (Hochst. ex Steud.) Cope miêu tả khoa học đầu tiên năm 1995.